# Tim Visser
Pour les articles homonymes, voir Visser.

a Compétitions nationales et continentales officielles uniquement.

b Matchs officiels uniquement.
Dernière mise à jour le 17 mai 2019.
Tim Jan Willem Visser, né le 29 mai 1987 à Zeewolde (Pays-Bas), est un joueur néerlandais de rugby à XV jouant au poste d'ailier. Il a joué avec l'équipe d'Édimbourg Rugby et l'équipe nationale d'Écosse.

## Biographie

### Carrière en club

#### Newcastle Falcons (2006-2009) puis Édimbourg (2009-2015)
Tim Visser est repéré lors d'un tournoi de rugby à sept disputé à Amsterdam. Il évolue avec le club de RC Hilversum (le club où a évolué son père). Il rejoint Newcastle en 2006 et évolue avec les sélections anglaises de jeunes. Il joue trois saisons avec les Newcastle Falcons, où il inscrit 8 essais en 40 matchs. Il rejoint le club d'Édimbourg Rugby en 2009. Il est alors le seul Néerlandais étant joueur professionnel de rugby à XV,(son frère, Sep Visser, l'a depuis rejoint dans l'équipe d'Édimbourg). Son père Marc a été le capitaine de l'équipe des Pays-Bas plusieurs fois dans une carrière de 15 ans pour un total de 67 sélections.
Lors de sa première saison avec le club de la capitale écossaise, Visser fait forte impression; il est le meilleur réalisateur d'essais de la Ligue celte avec 10 essais, remportant le titre de « Meilleur jeune de la saison » (« Young Player of the Season Award ») et étant retenu dans l'équipe-type de l'année. Cette performance est rééditée lors de la saison 2010-2011 avec un nouveau titre de meilleur réalisateur d'essais de la Ligue celte avec 14 essais et une nouvelle présence dans l'équipe-type. 
Le 29 mai 2011, Tim Visser est retenu dans la sélection des Barbarians contre le XV anglais (match ne comptant pas comme une sélection). Visser marque deux essais, dont le dernier du match qui donne la victoire aux Barbarians à Twickenham.
Visser joue un rôle prépondérant dans la qualification d'Édimbourg pour les demi-finales de la coupe d'Europe 2011-2012, le meilleur résultat jamais obtenu par l'équipe écossaise au niveau européen. Il marque quatre essais, dont l'essai de la victoire face au Racing Metro 92 à domicile (48-47). 
Il prend part à la victoire d'Édimbourg sur le Stade toulousain (19-14) et à la défaite face à l'Ulster (22-19) en demi-finales mais ne marque dans aucune des deux rencontres. Malgré cette bonne campagne européenne, Visser ne parvient pas à éviter à Édimbourg une saison très décevante au niveau domestique, où Édimbourg prend la 11e place sur douze équipes engagées. Cette médiocre performance ne l'empêche pas de figurer pour la troisième fois consécutive dans l'équipe-type du championnat, grâce à ses 13 essais marqués au cours de la saison, qui le placent en tête du classement des meilleurs marqueurs également pour la troisième saison d'affilée. Pour la première fois, il est honoré du titre de meilleur joueur de la saison.
La saison 2012-2013 du Pro12 démarre en trombe pour Visser qui réalise un coup du chapeau dès le match d'ouverture. Sa performance ne suffit pas à Édimbourg qui s'incline contre les Irlandais du Munster, 18-23. Visser se montre extrêmement prolifique durant la première partie de la saison, inscrivant 11 essais lors des 12 premières journées. Le reste de la saison est difficile, et malgré ses 2 essais lors du Tournoi des six nations, Visser ne parvient plus à marquer avec Édimbourg. Le club de la capitale écossaise termine au dixième rang. Il figure néanmoins dans l'équipe-type de la saison 2012-2013. Bien qu'il n'ait pas marqué lors des 10 dernières journées, Visser finit meilleur marqueur de la saison régulière. Ses principaux rivaux, DTH Van der Merwe, George North et Andrew Trimble, bien que qualifiés pour la phase finale, ne parviennent pas à égaler ses 11 essais.

#### Harlequins (2015-2019)
Le 30 mars 2015, Tim Visser s'engage avec le club anglais des Harlequins pour la saison de l'Aviva Premiership 2015-2016, après six saisons passées à Édimbourg. Il joue son premier match avec ses nouvelles couleurs lors du déplacement face à Bath, le finaliste de la saison précédente, la rencontre se terminera sur le score de 38 à 28 en faveur des Harlequins, il jouera 73 minutes avant d'être remplacé. Il marquera son premier essai la saison suivante lors du match face à Sale pour une victoire 16 à 14 des Quins. Visser marquera à nouveau face à Cardiff en Challenge Cup (Victoire 32-20 pour les Harlequins). La semaine suivante, il marque son deuxième essai en Premiership mais ne peut empêcher la défaite de son équipe face à Exeter 26-25. Cependant, il inscrira un triplé, son premier avec ses nouvelles couleurs face aux London Irish. À la fin de la 6e journée de championnat, il est le meilleur marqueur de la premiership avec 5 essais.
Il annonce la fin de sa carrière à la fin de la saison 2018-2019 du championnat, une saison presque blanche où il ne dispute que quatre matchs entre septembre et novembre 2018. Sur l'ensemble de sa carrière aux Quins, il compte 66 apparitions dont 3 seulement comme remplaçant et inscrit 30 essais.

### Carrière internationale
Tim Visser a joué pour l'équipe nationale scolaire anglaise des moins de 18 ans en 2005. Bien que remplissant les critères d'éligibilité des Pays-Bas, il a choisi d'abandonner la sélection néerlandaise, exprimant son désir de jouer pour l'une des « Home Nations ». Les règles de l'International Rugby Board stipulant qu'un joueur devient éligible pour une autre nation que la sienne au terme de 36 mois de résidence dans le pays choisi, Tim Visser était, de fait, sélectionnable pour l'Angleterre au jour de la signature de son contrat avec Édimbourg. Bien qu'il ait, par le passé, exprimé le souhait de jouer sous les couleurs anglaises, ce changement de franchise l'en empêche. À la suite de ce changement, Visser précise qu'il souhaite porter le maillot de l'Écosse, pour laquelle il est éligible à partir du 12 juin 2012.
Visser fait partie de la sélection d'Andy Robinson pour la tournée écossaise en Australie, aux Fidji et aux Samoa de juin 2012. Visser ne dispute en réalité que deux de ces rencontres, n'étant pas encore éligible à la date du match contre l'Australie, le 5 juin. Il est cependant sur la feuille de match de la rencontre contre les îles Fidji. À cette occasion, il marque un doublé et participe grandement à la victoire de son équipe sur les valeureux Fidjiens (37-25) .
De retour en équipe nationale pour la tournée de novembre 2012, Visser se distingue à nouveau par un doublé contre les champions du monde All Blacks, qui permet à l'Écosse de faire bonne figure malgré une lourde défaite 22-51. Il ne parvient pas à marquer dans les deux tests suivants, que l'Écosse perd contre l'Afrique du Sud (10-21) et contre les Tonga (15-21).
Lors du Tournoi des Six Nations 2013, Tim Visser est titulaire lors des 5 rencontres, marquant 2 essais, l'un contre l'équipe d'Italie, l'autre contre l'équipe de France sur une action de 80 mètres.
En octobre 2013, blessé lors d'une rencontre de Pro12 face au Benetton Trévise, Tim Visser souffre d'une fracture du péroné, lui faisant manquer la tournée d'automne avec l'équipe nationale.

## Statistiques en équipe nationale
- 34 sélections (31 fois titulaire, 3 fois remplaçant)
- 70 points (14 essais)
- Sélections par année: 5 en 2012, 7 en 2013, 3 en 2014, 8 en 2015, 5 en 2016, 3 en 2017
- Tournois des Six Nations disputés : 2013, 2015, 2016, 2017

En Coupe du monde : 
- 2015 : 2 sélections (États-Unis, Afrique du Sud)

## Distinctions et records
- Jeune joueur de l'année de la Ligue Celtique 2009-2010
- Meilleur marqueur de la Ligue Celtique 2009-2010 (10 essais)
- Équipe-type de la Ligue Celtique 2009-2010
- Meilleur marqueur de la Ligue Celtique 2010-2011 (14 essais)
- Équipe-type de la Ligue Celtique 2010-2011
- Meilleur joueur de la Ligue Celtique 2011-2012
- Meilleur marqueur de la Ligue Celtique 2011-2012 (13 essais)
- Équipe-type de la Ligue Celtique 2011-2012
- Équipe-type de la Ligue Celtique 2012-2013
- Meilleur marqueur de la Ligue Celtique 2012-2013 (11 essais)
- Meilleur marqueur d'essais de la Ligue Celtique sur une saison
- Meilleur marqueur de l'histoire d'Édimbourg